# 山科神社

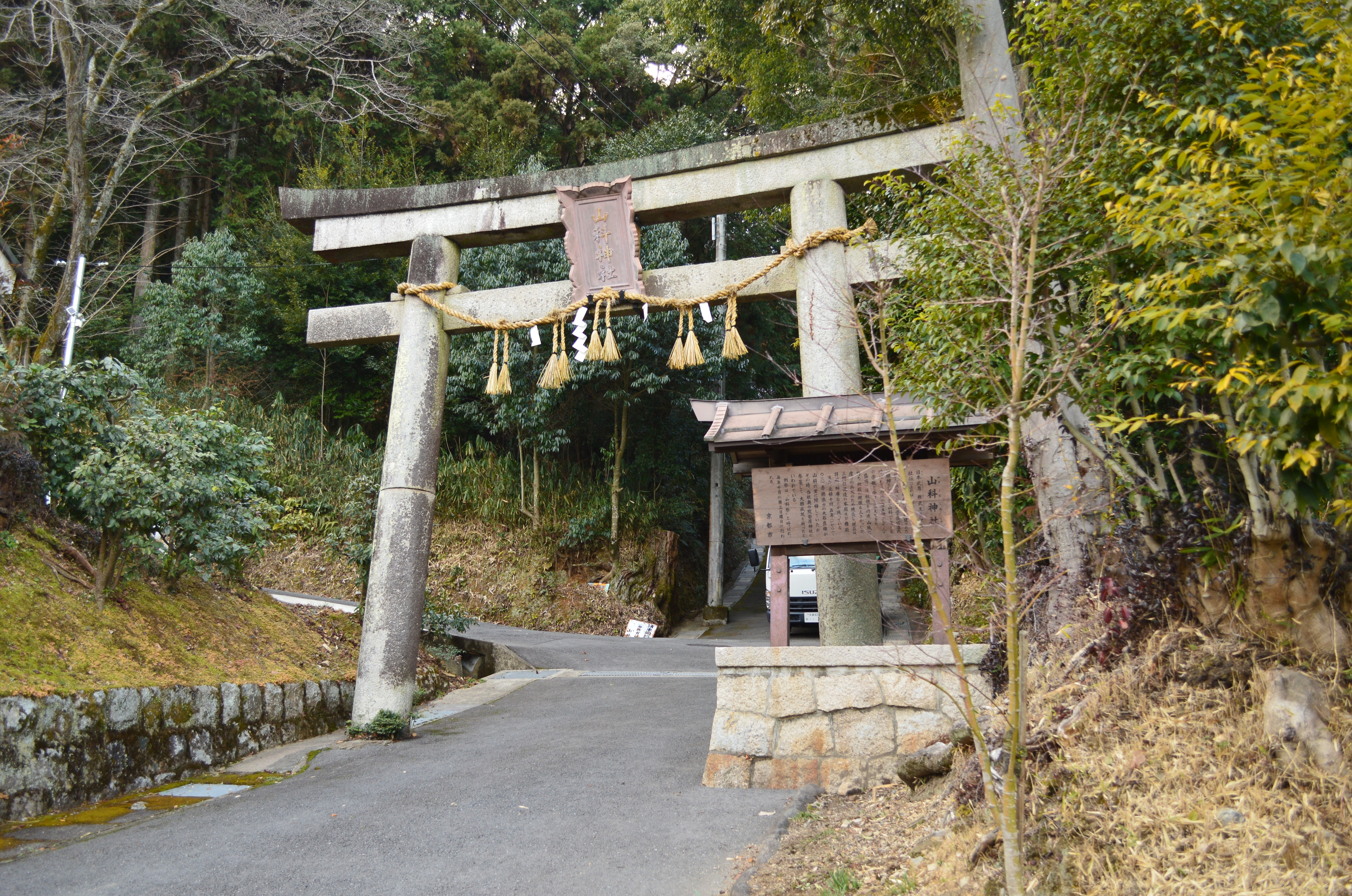
鳥居

山科神社（やましなじんじゃ）は、京都府京都市山科区西野山岩ヶ谷町にある神社。式内社（名神大社）で、旧社格は村社。

## 祭神
現在の祭神は次の2柱。
- 日本武尊（やまとたけるのみこと）
- 稚武王（わかたけのみこと） - 日本武尊の子。

『延喜式』神名帳における祭神の記載は2座。

## 歴史

### 概史
社伝では、寛平9年（897年）の宇多天皇の勅命による創建という。当地の豪族の宮道氏の祖神であったとされる。
延長5年（927年）成立の『延喜式』神名帳では山城国宇治郡に「山科神社二座 並名神大 月次新嘗」として、2座が名神大社に列するとともに朝廷の月次祭・新嘗祭では幣帛に預かる旨が記載されている。また『扶桑略記』では、延長6年（928年）に「山階大神」の神階が正四位下に昇叙されたと見える。
文献上では、山科神社の祭礼である「山科祭（やましなのまつり）」の存在も知られる。『本朝月令』では、寛平10年（898年）3月に山科祭が官祭とされた旨が、『延喜式』では毎年4月・11月の上巳の日に山科祭が斎行された旨などが記載されている。なお、宮道列子（宮道弥益の娘）と藤原高藤との間に生まれた藤原胤子が醍醐天皇（在位：寛平9年（897年）-延長8年（930年））の生母になることから、山科神社奉斎氏族たる宮道氏の醍醐天皇外戚への位置づけが山科祭の官祭指定の背景として指摘される。
ただし、以上の文献で記載される「山科神」については、岩屋神社（山科区大宅中小路町）や宮道神社（山科区勧修寺仁王堂町）に比定する説もあり、詳らかとしない。岩屋神社は当社奥の院であったといい（現在は独立の神社）、かつて大石良雄が山科に隠棲していた際には、岩屋神社に参篭して大願成就を祈ったという。
江戸時代には「西岩屋大明神」や「一の宮」と称されていた。
明治維新後、社名を現在の「山科神社」に改称。また明治6年（1873年）には近代社格制度において村社に列している。

### 神階
- 延長6年（928年）11月9日、正四位下 （『扶桑略記』）[原 1] - 表記は「山階大神」。

## 境内

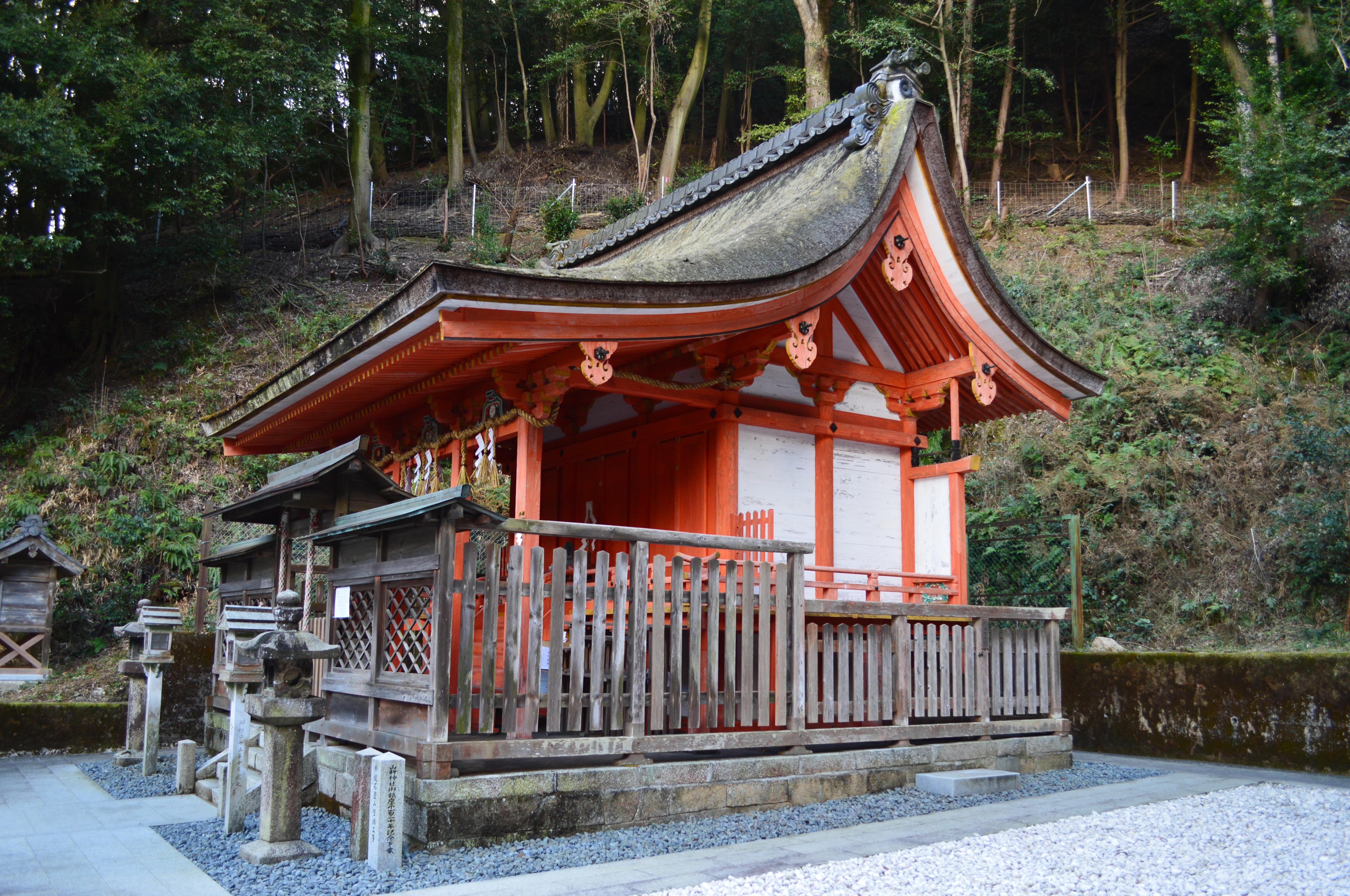
本殿（京都市指定文化財）
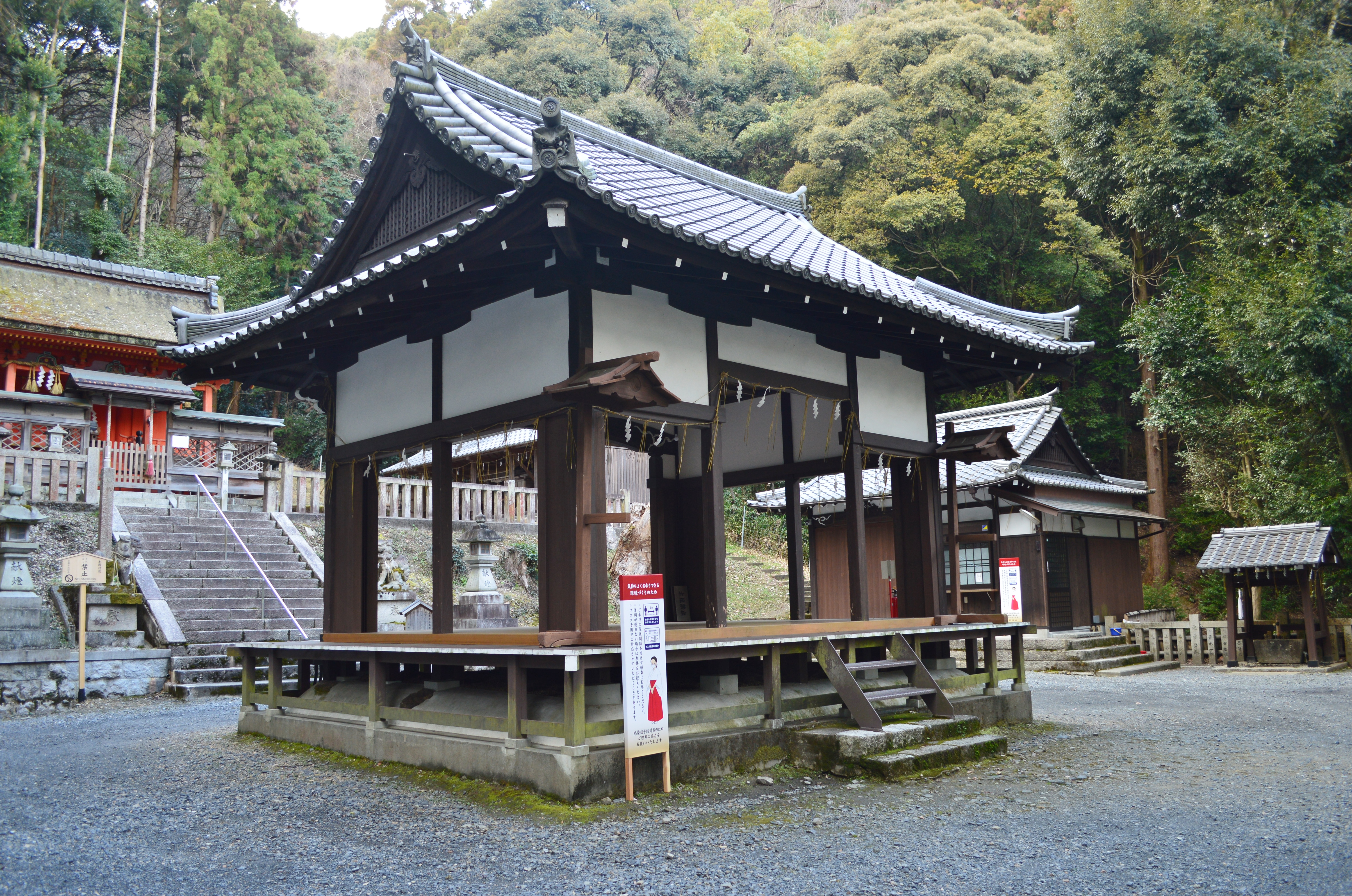
拝殿
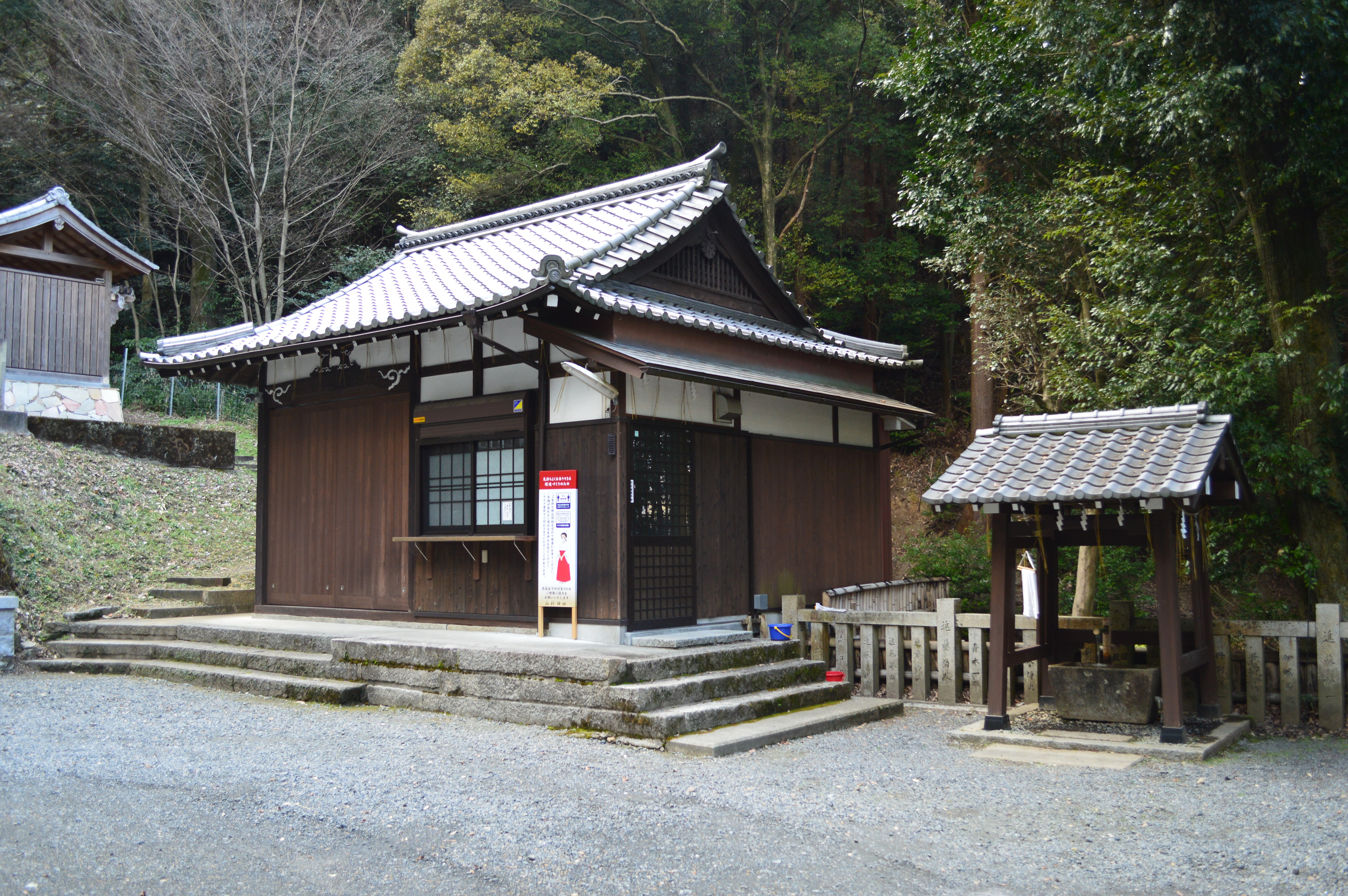
社務所・手水舎
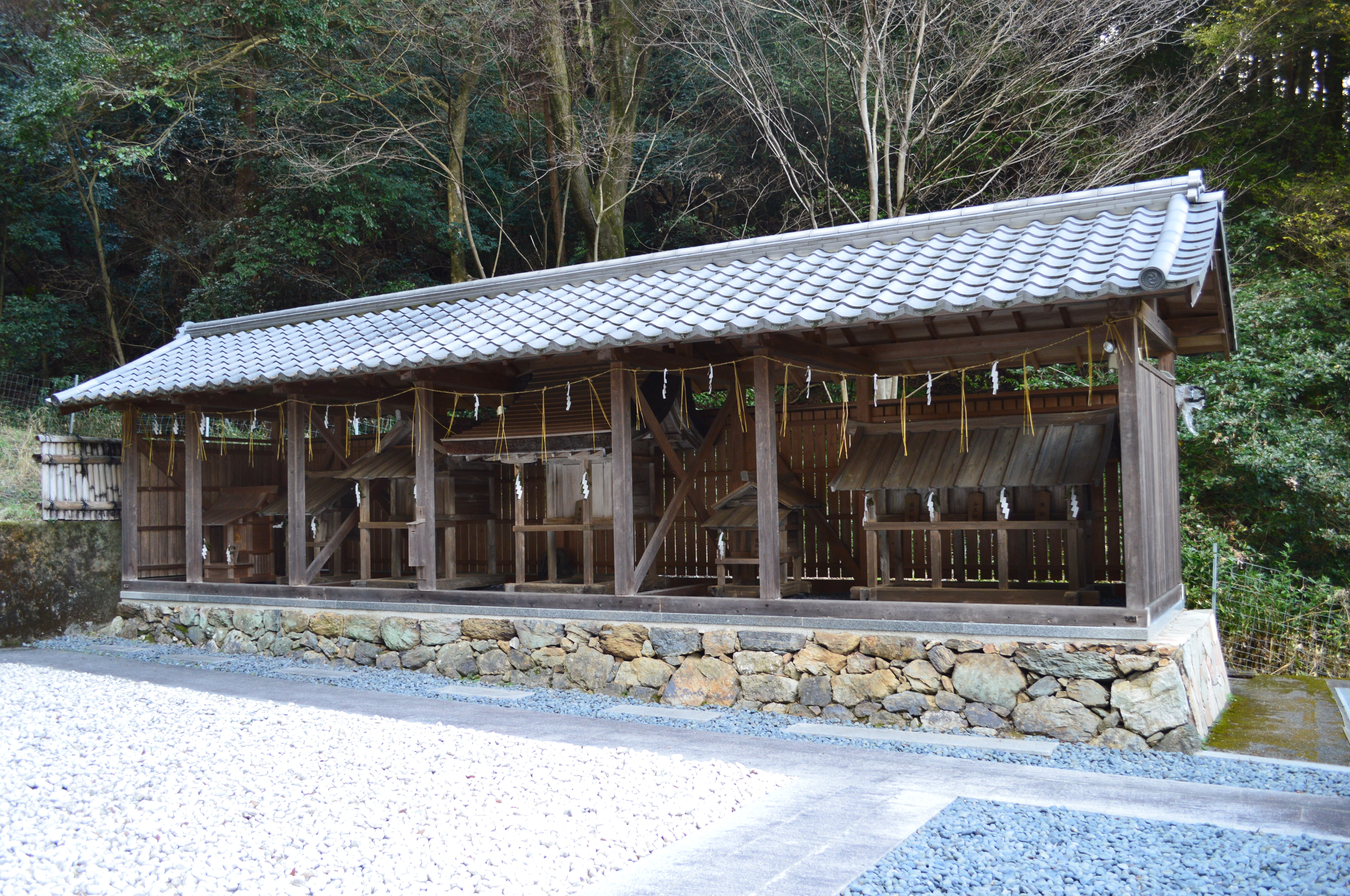
境内社
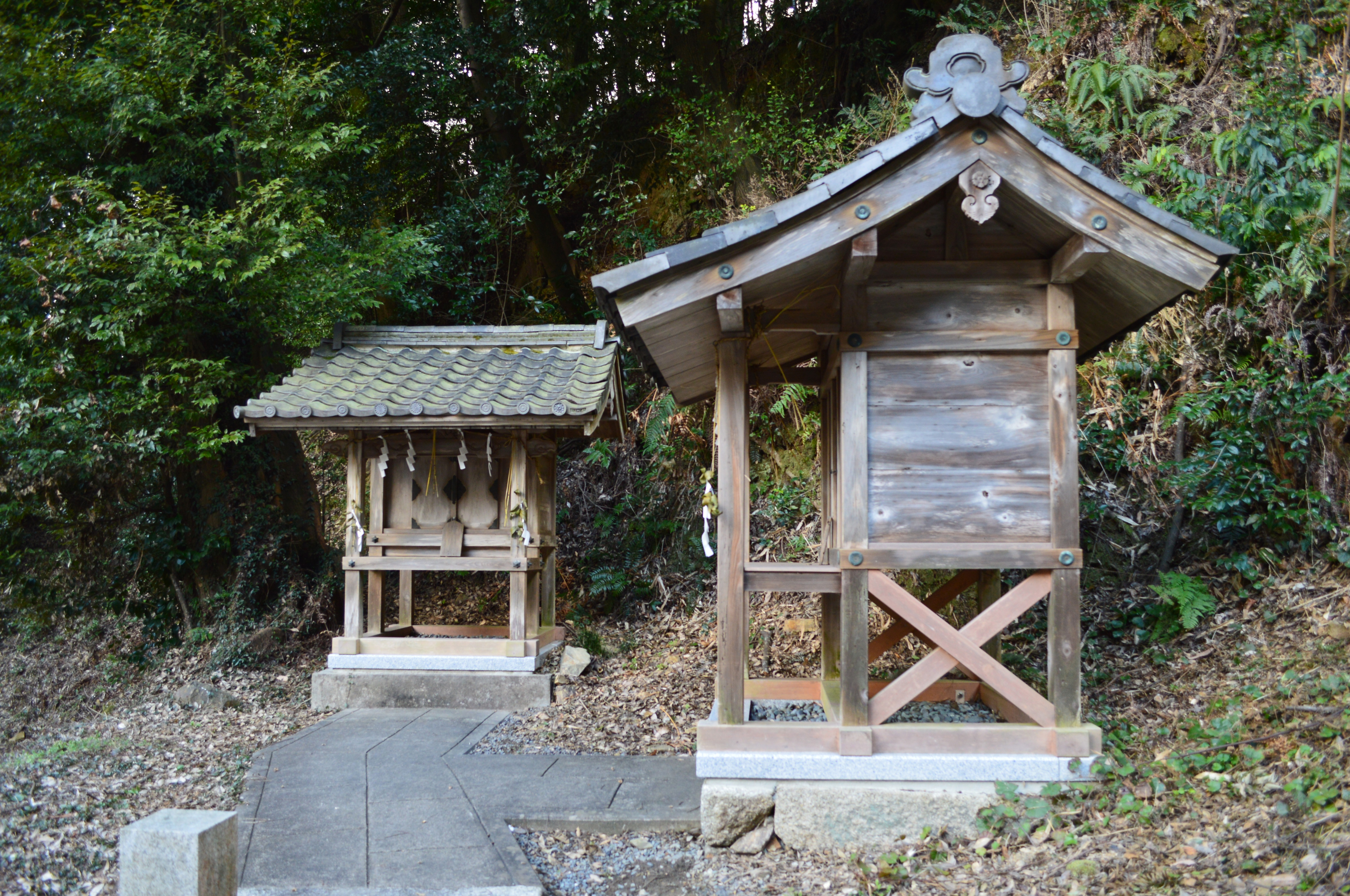
境内社

## 文化財

### 京都市指定文化財
- 有形文化財
  - 本殿 1棟（附 石燈籠2基）（建造物） - 江戸時代前期の造営。1984年（昭和59年）6月1日指定[4]。